# Kristinn Benediktsson
Kristinn Benediktsson (* 5. Mai 1939 in Ísafjörður) ist ein ehemaliger isländischer Skirennläufer.

## Karriere
Kristinn Benediktsson nahm an den Olympischen Winterspielen 1960, 1964 und 1968 teil. Bei allen Teilnahmen startete er sowohl im Slalom als auch im Riesenslalom. Darüber hinaus ging er 1960 auch im Abfahrtslauf an den Start. Zudem war er bei der Eröffnungsfeier 1960 und 1968 Fahnenträger der isländischen Mannschaft.